# Ivan Michailovitj Dolgorukov
Ivan Michajlovitj Dolgorukov (ryska: Иван Михайлович Долгоруков) född 1764, död 1823, var en rysk ämbetsman och författare.
Dolgorukov var guvernör i Samara, och en av Rysslands mera betydande poeter, skrev filosofiska och patriotiska dikter, epistlar och satirer med mera (utgivna 1802 och senare) samt memoarer (1840).